# Otão I de Brandemburgo

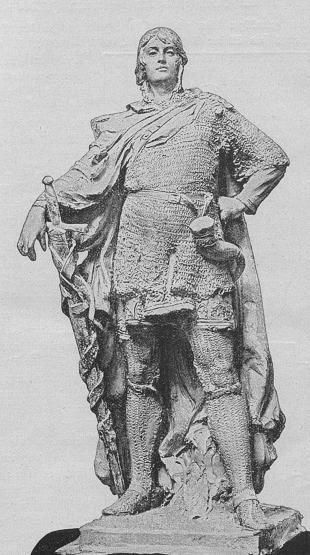
Monumento a Otão I.

Otão I (c. 1128 - 7 de março de 1184) foi o segundo marquês de Brandemburgo, de 1170 até sua morte.

## Biografia
Otão (ou Oto) era o filho mais velho de Alberto I, que fundou o margraviato de Brandemburgo, em 1157, e de Sofia de Wizenburgo.
Pribislau de Hevelli lhe serviu de padrinho de batismo e deu as terras do planalto de Zauche fronteiriças às possessões de Brandemburgo na ocasião.
Em 6 de janeiro de 1147, casou-se com Judite da Polônia, esposa divorciada de Ladislau da Hungria, filha de Boleslau III, príncipe da Polônia, com quem teve três filhos:
- Otão II (? - 4 de julho de 1185), que sucedeu seu pai como marquês de Brandemburgo;[1][2][3]
- Henrique (- 1192), conde de Tangermünde e de Gardelegen;
- Alberto II (c. 1175 - 25 de fevereiro de 1220), que sucedeu Otão como marquês.

Após a morte de Judite, por volta de 1175, Otão casou-se com Ada da Holanda, filha de Florêncio III, conde da Holanda.

### Co-governador
Otão governou desde 1144, junto com seu pai. Ele não assumiu oficialmente o título de marquês de Brandemburgo até a morte de Alberto, em 1170, mas, já em 1144, é mencionado com esse título junto com seu pai em documentos reais, embora o próprio Alberto não o tenha reivindicado até 1157. Pai e filho juntos moldaram a política da Casa de Ascânia, e os dois são mencionados frequentemente juntos nos documentos da época. Os dois eram acompanhados em muitos casos pelos irmãos de Otão, especialmente Hermano, o segundo mais velho. Otão sobreviveu a seu pai, que viveu até os setenta anos (muito além da expectativa de vida da época), mas por apenas quatorze anos.

### Marquês uno
No tempo em que assumiu o governo, o Margraviato de Brandemburgo ainda não correspondia à atual região de mesmo nome. Era formado essencialmente pela parte leste de Havelland e pelo planalto de Zauche. Nos 150 anos seguintes, sob o domínio de Ascânia, o margraviato se expandiria, mas durante a era de Otão, seu objetivo principal era estabilizar e assegurar o margraviato intensificando o povoamento das regiões sob seu domínio.

### Abadia de Lehnin
Em 1180, Otão fundou a Abadia de Lehnin em Zauche como o primeiro mosteiro do margraviato, no qual seu corpo seria sepultado quatro anos depois. O mosteiro cisterciense tornou-se lar e mausoléu da Casa de Ascânia e, posteriormente, da Casa de Hohenzollern.
O mosteiro rapidamente se transformou numa abadia rica e reforçou a posição de Ascânia tanto por seu significado econômico quanto pelo trabalho missionário para os eslavos. Na época em que o mosteiro foi secularizado, em 1542, ele possuía, entre outras coisas, 39 vilas e cidade de Werner.